# Sysmex
Sysmex Corporation (яп. シスメックス株式会社 сисумэккуси кабусики-гайся, TYO: 6869) — японская компания производитель медицинского оборудования по диагностике in vitro, со штаб-квартирой в районе Тюо-ку, Кобе, Япония. Sysmex занимается разработкой, производством, продажей и обслуживанием медицинского и лабораторного оборудования, диагностических инструментов, реагентов для лабораторных испытаний, компьютерных систем для медицинских учреждений, программного обеспечения для поддержки контроля за здоровьем. Кроме того, через свою дочернюю компанию также занимается продажей средств экстракорпоральной диагностики, а также импортом и продажей медицинских изделий. Компания занимаемся производством оборудования для лабораторного анализа крови и для анализа мочи, реагентами для иммунологических анализов. Sysmex мировой лидер в области гематологии, тестированию на свертываемость крови и анализа мочевого осадка. Компания распространяет свою продукцию как на внутреннем рынке, так и на зарубежных рынках, включая США, Германию, Великобританию, Китай и Сингапур. Sysmex имеет офисы и фабрики по всей Азии, а также филиалы в Европе, Канаде, США, Австралии и Новой Зеландии.  По состоянию на 31 марта 2022 года у Sysmex было всего 76 дочерних компаний и 63 торговых партнера в более чем 190 странах мира. Доля зарубежных продаж компании составляет 80 %. По состоянию на 2022 год в Sysmex работало 9 812 человек, около 900 из них в Германии.

## История
В 1961 году компания Toa Tokushu Denki Co., Ltd. (в настоящее время TOA Corporation) создала исследовательскую лабораторию (филиал TOA Corporation). В 1968 году была создана предшественница компании TOA Medical Electronics (торговая компания Toa Tokushu Denki Co., Ltd.), а в 1978 году была создана торговая марка Sysmex, в основном разрабатывающая и продающая устройства для лабораторного анализа крови. В 1998 году название компании было изменено на Sysmex Corporation с использованием прежней торговой марки воспользовавшись узнаваемостью бренда. 1 апреля 2011 год Katakura Industries Co., Ltd. продала Sysmex свой отдел биологических исследований. В 2017 году Sysmex была названа одной из 100 самых устойчивых компаний мира по версии медиа и инвестиционной консалтинговой фирмы Corporate Knights. В 2017 году Sysmex второй год подряд вошла в список самых инновационных компаний мира. Компания Sysmex, занявшая 27-е место, занимает первое место в глобальной категории «Оборудование и услуги для здравоохранения».

## Продукты

### Гематологические анализаторы
- Sysmex XN-9000
- Sysmex XN-3000
- Sysmex XN-2000
- Sysmex XN-1000
- Sysmex XN-550
- Sysmex XN-450
- Sysmex XN-350
- Sysmex XN-330
- Sysmex XE-5000
- Sysmex XE-2100
- Sysmex XT-4000i
- Sysmex XT-2000i
- Sysmex XT-1800i
- Sysmex XS-1000i
- Sysmex XS-800i
- Sysmex KX-21
- Sysmex pocH-100i
- Sysmex SP-1000i

### Устройства для измерения свертываемости крови
- Sysmex CS-1600
- Sysmex CS-5100
- Sysmex CS-2500
- Sysmex CS-2400
- Sysmex CS-2100i
- Sysmex CS-2000i
- Sysmex CA-8000
- Sysmex CA-1500
- Sysmex CA-500
- Sysmex CA-50

### Устройства для анализа мочи
- Sysmex UF-5000
- Sysmex UD-10
- Sysmex UC-3500
- Sysmex U-WAM
- Sysmex UC-1000
- Sysmex UX-2000
- Sysmex UF-1000i
- Sysmex UF-110i
- Sysmex UF-50

### Иммуноагрегометры
- Sysmex HISCL-800
- Sysmex HISCL-5000
- Sysmex HISCL-2000i
- Sysmex PAMIA-40i

## Глобальные и региональные штаб-квартиры
- Sysmex Corporation - Global – Кобе, Япония.
- Sysmex America Inc — Северная и Южная Америка - Линкольншир, Иллинойс, США.
- Sysmex Canada Inc. – Миссиссога, Онтарио, Канада.
- Sysmex Europe SE – Европа, Ближний Восток и Африка - Нордерштедт, Германия.
- Sysmex Shanghai Ltd – Китай - Шанхай, Китай.
- Sysmex Asia Pacific Pte Ltd. – Азиатско-Тихоокеанский регион - Тампинс, Сингапур.
- Sysmex Korea Co., Ltd – Сеул, Республика Корея.
- Sysmex Vietnam Co., Ltd – Хошимин, Вьетнам.